# Liste de termes juridiques
Liste des principaux termes ou de vocabulaire juridiques.

## Organisation juridictionnelle

### En France
- Ordre (de juridiction) judiciaire :
  - Tribunal
  - Cour d'appel
  - Cour de cassation
- Ordre administratif :
  - Conseil d'État
- Conseil constitutionnel

## Procédure juridictionnelle
- Requête : acte administratif permettant de saisir une juridiction
- Mémoire en défense
- Réplique
- Note en délibéré
- Ordonnance : décision rendue provisoirement
- Jugement : décision définitive (sous réserve d'absence d'appel) rendue par une juridiction de 1re instance
- Référé : procédure accélérée de saisine d'une juridiction
- Interjeter appel : volonté d'annuler la décision des juridictions de 1re instance
- Arrêt : décision rendue par la cour d'appel ou la Cour de cassation
- Rôle
- Grosse

## Intervenants
- Demandeur
- Défendeur
- Partie
- Ministère public (parquet)
- Tiers
- Juge
- Avocat
- Avoué
- Arbitre
- Médiateur
- Procureur
- Greffier
- Amicus curiae

## Normes
- Traité international
- Constitution
- Loi
- Loi organique
- Décret
- Règlement
- Jurisprudence
- Coutume
- Doctrine

## Rédaction des textes
- Motif
- Moyen
- Visa
- Dispositif
- Ratio decidendi
- Obiter dictum

## Moyens (argumentation)
- Illégalité externe (moyens de légalité externe, irrégularité en la forme)
- Illégalité interne (moyens de légalité interne, irrégularité au fond)
- Vice de forme
- Vice du consentement
- Erreur de droit
- Procédure irrégulière
- Insuffisance de motifs
- Qualification juridique erronée
- Dénaturation des pièces et des faits
- Violation de la loi